# シュリー橋
シュリー橋(仏 : Pont de Sully)は、フランスのパリ、セーヌ川に架かる橋である。
4区のアンリ4世大通りと5区のサンジェルマン大通りとを結んでいる。サン・ルイ島の先端をかすめる形で二つの橋からなっている。
19世紀にはサン・ルイ島から右岸へ渡る橋がダミエット橋、左岸へ渡る橋がコンスタンティン橋と呼ばれていた。どちらの橋も歩行者用の吊り橋だった。前者は1848年革命のときに破壊され、後者は1872年にケーブルの腐食で崩壊した。
現在かかっている橋はジョルジュ・オスマン男爵のパリ改造の一環として1876年に完成し、1877年8月25日に除幕された。命名はアンリ4世の宰相であったシュリー公マクシミリアン・ド・ベテュヌにちなむ。設計を担当したのはギュスターヴ・ブロスランとポール・ヴォドレーであった。セーヌ川に対して約45度の角度がつけられているので、ノートルダム大聖堂をはじめとするすばらしい景観が望める。右岸側は径間長42mのひとつの鋳鉄製アーチと径間長15mの2つの石造アーチから、左岸側は3つの鋳鉄製アーチからなっている。

## 交通
- メトロ7号線 シュリー-モルラン駅Sully - Morland下車

## 隣の橋
（上流）オステルリッツ高架橋―オステルリッツ橋―シュリー橋―トゥルネル橋―サン＝ルイ橋・アルシュヴェシェ橋（下流）